# Pouštní planeta
Pouštní planeta, známá také jako suchá planeta, aridní planeta nebo dunová planeta, je typ terestrické planety s povrchem podobným pouštím na Zemi nebo Marsu je nejznámějším příkladem pouštní planety ve Sluneční soustavě.

## Historie
Studie z roku 2011 naznačila, že pouštní planety mohou být nejen obyvatelné, ale i běžnější než planety podobné Zemi. Studie ukázala, že pouštní planety mají větší obyvatelnou zónu než oceánské planety. Studie rovněž spekulovala, že Venuše mohla být obyvatelnou pouštní planetou ještě před 1 miliardou let. Očekává se, že se Země stane pouštní planetou přibližně za miliardu let v důsledku rostoucí svítivosti Slunce.
V roce 2013 další studie dospěla k závěru, že horké pouštní planety bez nekontrolovatelného skleníkového efektu mohou existovat ve vzdálenosti 0,5 AU od hvězd podobných Slunci. Závěry studie ukázaly, že k odstranění oxidu uhličitého z atmosféry je zapotřebí minimální vlhkost 1 %, ale příliš mnoho vody může působit jako skleníkový plyn.

## Science fiction
Koncept pouštních planet se stal běžným tématem ve science fiction, poprvé se objevil již ve filmu Zakázaná planeta (1956) a v románu Duna od Franka Herberta z roku 1965. Pouštní planeta Arrakis (známá také jako Duna) v sérii Duna čerpala inspiraci z Blízkého východu, zejména Arabského poloostrova, Perského zálivu a Mexika. Duna zase inspirovala pouštní planety v sérii Star Wars, jako například Tatooine, Geonosis a Jakku.